# Laura Letrari
Laura Letrari (ur. 8 marca 1989 w Bressanone) – włoska pływaczka, specjalizująca się głównie w stylu grzbietowym, dowolnym i zmiennym.
Trzykrotna brązowa medalistka mistrzostw Europy na krótkim basenie w sztafetach 4 × 50 m stylem dowolnym i zmiennym.
Uczestniczka igrzysk olimpijskich w Londynie (2012) w sztafecie 4 × 100 m stylem dowolnym (12. miejsce).